# Gundolf Gries
Gundolf Gries (* 2. Juni 1943 in Wanfried; † 23. November 2022 in Mühlhausen) war ein deutscher Politiker (CDU).
Gries besuchte die Grund- und Mittelschule in Mühlhausen und legte sein Abitur an der Abendoberschule ab. Nach einer Lehre als Industriekaufmann und einem Studium der Finanzwirtschaften legte er von 1966 bis 1971 ein postgraduales Hochschulstudium für Organisation und Datenverarbeitung ab. Gries arbeitete als Diplom-Ökonom und bis 1990 als Leiter der Außenstelle Mühlhausen der Zentralen Gehaltsstelle des Bezirkes Erfurt. Später war er Verwaltungsdirektor und dann Geschäftsführer des Mühlhäuser Krankenhauses.
Sein Bruder, Wolfgang Gries, versuchte 1974 mit seiner Familie die DDR zu verlassen. Der Versuch scheiterte, Wolfgang Gries kam ins Gefängnis und starb 1975 in einem Haftkrankenhaus in Leipzig. Unter Berufung auf ein späteres Gutachten sei dies auf fahrlässige oder grob fahrlässige Körperverletzung mit Todesfolge zurückzuführen.
Gundolf Gries trat 1961 in die DDR-CDU ein, bei der er ab 1968 und noch einmal 1990 dem Kreisvorstand angehörte und von 1987 bis 1990 Kreisvorsitzender war. Gries zog über die Liste der CDU im Wahlkreis 4 (Erfurt) im Rahmen der Volkskammerwahl am 18. März 1990 in die Volkskammer ein. Mit dem Beitritt der DDR in die Bundesrepublik Deutschland am 3. Oktober 1990 wurde Gries Abgeordneter des 11. Deutschen Bundestags bis zum Ende der Legislaturperiode am 20. Dezember 1990.